# Ludwig Adolf Zech
Ludwig Adolf Zech – saski dyplomata żyjący w XVIII wieku.
Jako saski rezydent w Wiedniu skarżył się w lutym 1717 roku Augustowi II na zbiurokratyzowanie systemu sporządzania relacji i wymaganie by wszyscy posłowie przedkładali wyciągi i kopie swych relacji Tajnemu Gabinetowi w Dreźnie. Zech tłumaczył się przed królem, że sporządzanie wyciągów uniemożliwiło mu spisanie na czas relacji generalnej dla elektora.